# 2004年欧州議会議員選挙 (フランス)
2004年欧州議会議員選挙は、欧州連合（EU）の立法機関である欧州議会を構成する欧州議会議員を全面改選するために欧州連合加盟25カ国において行われた選挙で、2004年6月10日から13日にわたって行われた。本稿では欧州連合加盟国であるフランス共和国における欧州議会議員選挙について取り上げる。

## 概要
欧州議会議員の任期満了に伴って実施されたもので、フランス共和国では6月13日に実施された。39の政党や連合が候補者名簿を提出し、78議席を争った。前年の2003年4月11日の法律によってこれまでの全国単位から、全国を八つのブロックに分割して選挙を実施することが定められた。また候補者名簿について名簿順位を男女交互にすることも定められた。

## 基礎データ
- 改選議席（フランス）：78議席
- 選挙権年齢：18歳以上のEU市民
- 被選挙権年齢：23歳以上のEU市民
- 登録有権者数：41,518,595名
- 選挙区：ブロック単位（全国を「ユーロ圏（euroregion）」と呼ばれる8ブロックに分割）。
- 選挙制度：比例代表制（拘束名簿式）
- 阻止条項：有効投票の5％以上

出所。

## 選挙結果
- 投票日：2004年6月13日
- 投票率：42,76％（登録有権者41,518,595名/投票者数17,752,603名）
- 有効票数：17,167,358票（投票総数96.70％）

| 政党及び連合                               | 得票数    | 得票率 | 議席数 |
| ------------------------------------------ | --------- | ------ | ------ |
| 社会党(PS)                                 | 4,960,756 | 28.90  | 31     |
| 国民運動連合(UMP)                          | 2,856,368 | 16.64  | 17     |
| フランス民主連合(UDF)                      | 2,053,446 | 11.96  | 11     |
| 国民戦線(FN)                               | 1,684,947 | 9.81   | 7      |
| 緑の党(Les Verts)                          | 1,271,394 | 7.41   | 6      |
| フランスのための運動(MPF)                  | 1,145,839 | 6.67   | 3      |
| フランス共産党(PCF)-海外同盟(AOM)          | 1,009,976 | 5.88   | 3      |
| 労働者の闘争(LO)-革命的共産主義者同盟(LCR) | 440,134   | 2.56   | 0      |
| 狩猟、釣り、自然、伝統(CPNT)               | 297,273   | 1.73   | 0      |
| フランス連合(RPF)                          | 291,234   | 1.70   | 0      |
| フランスの行動(La France d'en bas)         | 266,538   | 1.55   | 0      |
出典。得票率が1％に満たない政党については省略した。